# Хваленциці (Любуське воєводство)
Хваленциці (пол. Chwalęcice, нім. Heinersdorf) — село в Польщі, у гміні Клодава Ґожовського повіту Любуського воєводства.
Населення — 955 осіб (2011).
У 1975-1998 роках село належало до Гожовського воєводства.

## Демографія
Демографічна структура станом на 31 березня 2011 року:
|          | Загалом | Допрацездатний вік | Працездатний вік | Постпрацездатний вік |
| -------- | ------- | ------------------ | ---------------- | -------------------- |
| Чоловіки | 481     | 104                | 349              | 28                   |
| Жінки    | 474     | 96                 | 307              | 71                   |
| Разом    | 955     | 200                | 656              | 99                   |